# Mezmerize
Mezmerize is het vierde album van de Amerikaanse metalband System of a Down en de eerste helft van het dubbelalbum Mezmerize/Hypnotize. Het album is op 16 mei 2005 uitgekomen in Europa, een half jaar voor Hypnotize.
In het album deelt leadzanger Serj Tankian veel van de teksten met gitarist Daron Malakian, de stemmen worden op z'n minst de helft van het album op bijna alle nummers gesplitst.
Het album kwam op nummer 1 binnen in de Verenigde Staten, Canada en op z'n minst nog 10 andere landen, en is sindsdien als platinum gekozen door de RIAA.
B.Y.O.B. (Bring Your Own Bombs) is de debuutsingle van Mezmerize, het lied is geschreven als protest tegen de oorlog in Irak. Het lied begint met een zeer snelle intro, waarna het eerste couplet explosief van start gaat als de gitarist schreeuwt: "Why do they always send the poor?!"

## Tracklist
1. "Soldier Side - Intro" (Muziek & tekst: D. Malakian) - 1:03
2. "B.Y.O.B." (Muziek: D. Malakian; tekst: D. Malakian/S. Tankian - 4:15
3. "Revenga" (Muziek: D. Malakian; tekst: D. Malakian/S. Tankian) - 3:50
4. "Cigaro" (Muziek: D. Malakian; tekst: D. Malakian/S. Tankian) – 2:11
5. "Radio/Video" (Muziek & tekst: D. Malakian) – 4:13
6. "This Cocaine Makes Me Feel Like I'm On This Song" (Muziek: D. Malakian; tekst: D. Malakian/S. Tankian) – 2:08
7. "Violent Pornography" (Muziek: D. Malakian; tekst: D. Malakian/S. Tankian) – 3:31
8. "Question!" (Muziek: D. Malakian/Tankian; tekst: S. Tankian) – 3:20
9. "Sad Statue" (Muziek: D. Malakian; tekst: D. Malakian/S. Tankian) – 3:27
10. "Old School Hollywood" (Muziek: D. Malakian; tekst: D. Malakian/S. Tankian) – 2:58
11. "Lost In Hollywood" (Muziek & tekst: D. Malakian) – 5:20

## Credits
- Braden Asher - Production Coordination
- Phillip Broussaard - Assistant Engineer
- Lindsay Chase - Production Coordination
- John Dolmayan - Drums
- Brandy Flower - Design
- Jason Lader - Editing
- Daron Malakian - Guitar, Vocals, Producer
- Vartan Malakian - Artwork
- Mark Mann - String Arrangements
- Vlado Meller - Mastering
- Dana Neilsen - Editing
- Shavo Odadjian - Bass
- John O'Mahoney - Digital Editing
- Joe Peluso - Mixing Assistant
- Rick Rubin - Producer
- Dave Shiffman - Engineer
- Steve Sisco - Mixing Assistant
- System of a Down - Design
- Serj Tankian - Keyboards, Vocals, String Arrangements
- Andy Wallace - Mixing